# Virginia Bocelli
Virginia Bocelli (* 21. März 2012 in Forte dei Marmi) ist eine italienische Nachwuchssängerin. Die Tochter des Tenors Andrea Bocelli wurde durch mehrere Gastauftritte und ein Album mit ihrem Vater und ihrem älteren Bruder Matteo Bocelli bekannt.

## Leben
Virginia Bocelli ist die einzige Tochter von Andrea Bocelli mit seiner zweiten Ehefrau Veronica Berti. Aus einer früheren Ehe ihres Vaters hat sie zwei Halbbrüder. 2020 trat sie erstmals zusammen mit ihrem Vater bei dem Live-Stream-Weihnachtskonzert Believe in Christmas mit ihrem Vater auf. Im Opernhaus Teatro Regio di Parma sang sie mit ihm zusammen Leonard Cohens Hallelujah. Der Stream war so populär, dass er 2021 erneut kostenpflichtig ausgestrahlt wurde. Auch ein YouTube-Video, das von Franco Dragone gedreht wurde, wurde sehr populär. Am 22. Dezember 2021 hatte sie erneut einen großen Auftritt mit ihrem Vater. Sie sang mit ihm wieder Halleluja, jedoch dieses Mal für den US-amerikanischen Präsidenten Joe Biden im Weißen Haus. Auch dieser Clip ging viral.
Am 21. Oktober erschien das Album A Family Christmas, das Andrea Bocelli zusammen mit ihr und Matteo Bocelli aufgenommen hat. Produziert wurde das Album von Stephan Moccio. Die erste Singleauskopplung wurde The Greatest Gift. Das Album enthält neben bekannten Weihnachtsliedern wie Away in a Manger und Joy to the World auch eigens für das Album komponierte Lieder. Jeder Interpret hat eigene Solostücke, während das Gros der Lieder im Duett und im Terzett aufgenommen wurde.

## Diskografie

### Alben
- 2022: A Family Christmas (zusammen mit Andrea Bocelli und Matteo Bocelli)

### Singles
- 2021: Hallelujah (mit Andrea Bocelli)
- 2022: The Greatest Gift (zusammen mit Andrea Bocelli und Matteo Bocelli)
- 2022: Over the Rainbow
- 2024: Cabrini
- 2025: Forever Winx (fairies transformation song in Winx Club Reboot series)